# Iosif Romulus Botto
Iosif Romulus Botto (n. 2 noiembrie 1904 Tăut, Bihor-1995) a fost un compozitor și dirijor român de origine maghiară. Este posibil ca el a compus marșul Treceți batalioane române Carpații.